# Stiftungsfest

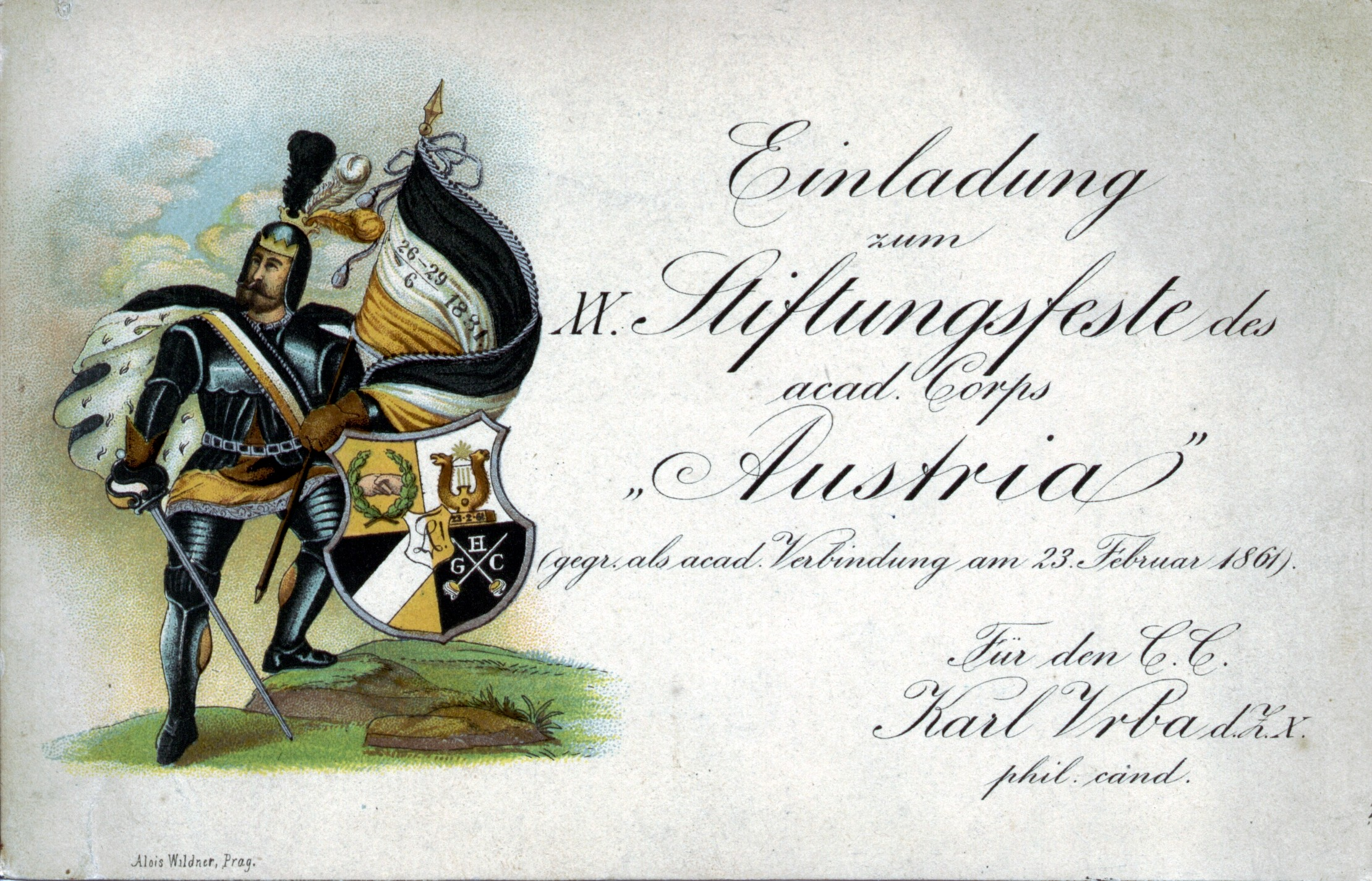
Einladung zum Stiftungsfest des Corps Austria Prag 1881

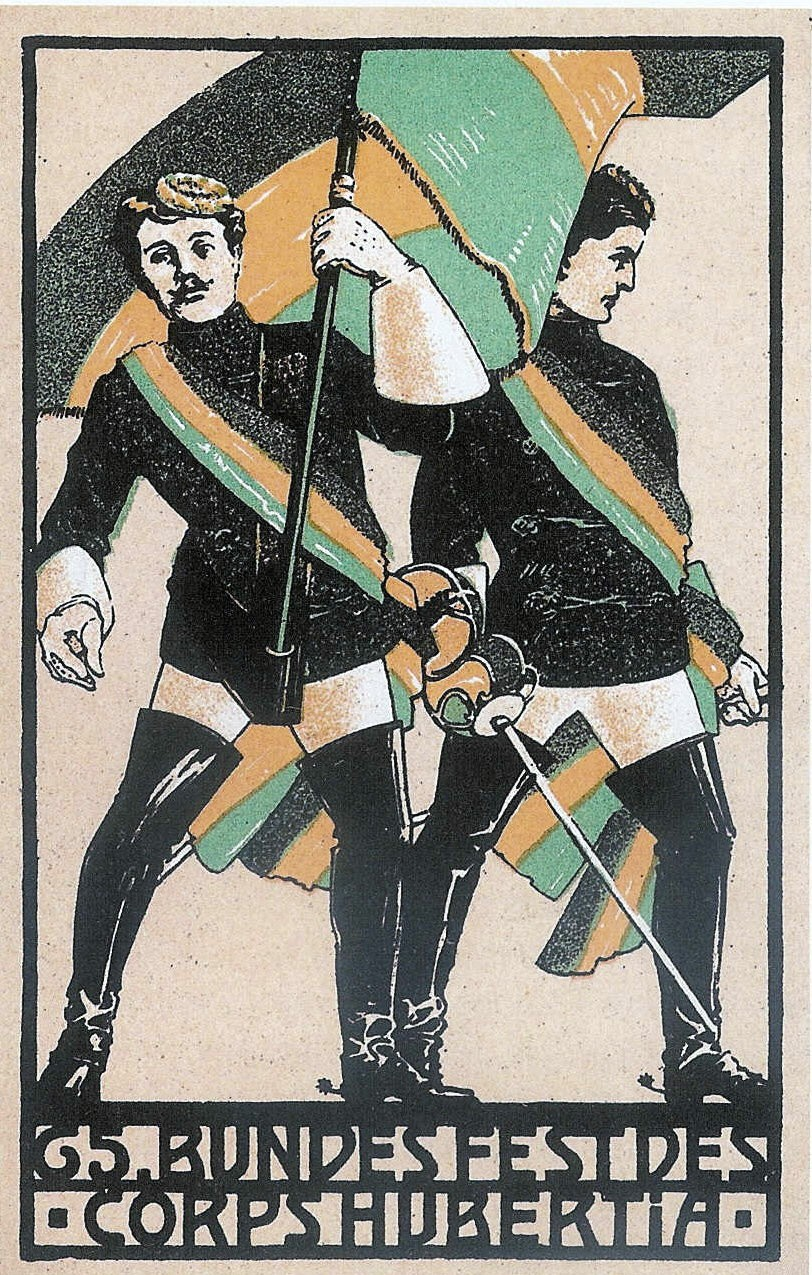
Einladung zum 65. „Bundesfest“ des Corps Hubertia in Aschaffenburg 1909

Ein Stiftungsfest ist eine insbesondere bei Akademikervereinigungen verbreitete Bezeichnung für eine Feier aus Anlass des Jahrestages der Gründung einer Institution, Vereinigung, Verbindung oder Vereins.

## Studentenverbindungen
Bei Studentenverbindungen ist das Stiftungsfest das wichtigste Fest des Jahres. Ursprünglich zur Feier des Gründungsjubiläums eingeführt, wird das Fest heute bei einigen Verbindungen unabhängig vom Stiftungstag in der zweiten Hälfte des Sommersemesters (vorwiegend im Juni) begangen – wenn schönes Wetter zu erwarten ist, aber die Ferien noch nicht begonnen haben. In der Regel hat das Stiftungsfest von allen Festen einer Verbindung die höchste Beteiligung seitens der Alten Herren, die oft mit Familie anreisen, vorzuweisen.
Typische Veranstaltungen im Rahmen eines Stiftungsfestes sind der Stiftungsfestball und der Stiftungsfestkommers. Zwanglosere Veranstaltungsformen sind der Begrüßungsabend und der Ausklang, die mitunter auch im Freien abgehalten werden. Bei einigen Verbindungen, z. B. des Wingolfsbundes, ist es üblich, zu Stiftungsfesten einen gemeinsamen Ausflug zu unternehmen, dieser wird Exbummel genannt. Zu Jubiläen, deren Jahreszahl durch 5 teilbar ist (Endziffer „0“ oder „5“) werden häufig so genannte „große Stiftungsfeste“ veranstaltet, bei deren Gestaltung mehr Aufwand betrieben wird und bei denen auch mit noch mehr Gästen zu rechnen ist.
Eine wichtige Rolle bei Stiftungsfesten spielt das Korporationshaus der Verbindung, das als Treffpunkt und Veranstaltungsort eine zentrale Funktion übernimmt, auch wenn – gerade bei „großen Stiftungsfesten“ – nicht alle offiziellen Veranstaltungen dort stattfinden.
In vielen Verbindungen hat es sich eingebürgert, dass zu besonders wichtigen Jubiläen (z. B. 100. Stiftungsfest) Festschriften herausgegeben werden. Diese enthalten, neben Texten zur Geschichte der Verbindung, häufig auch die Festreden und Pauken (studspr.: Reden der Chargierten).
Stiftungsfeste von Studentenverbindungen – selbst wenn sie mit einer Beteiligung von mehreren hundert Personen stattfinden – sind regelmäßig keine öffentlichen Veranstaltungen, da – ähnlich wie bei einer Familienfeier – nur Mitglieder der jeweiligen Verbindung und in seltenen Fällen einige wenige andere der Verbindung nahestehende Personen eingeladen werden, die aber alle persönlich miteinander verbunden sind.

## Freimaurerische Stiftungsfeste

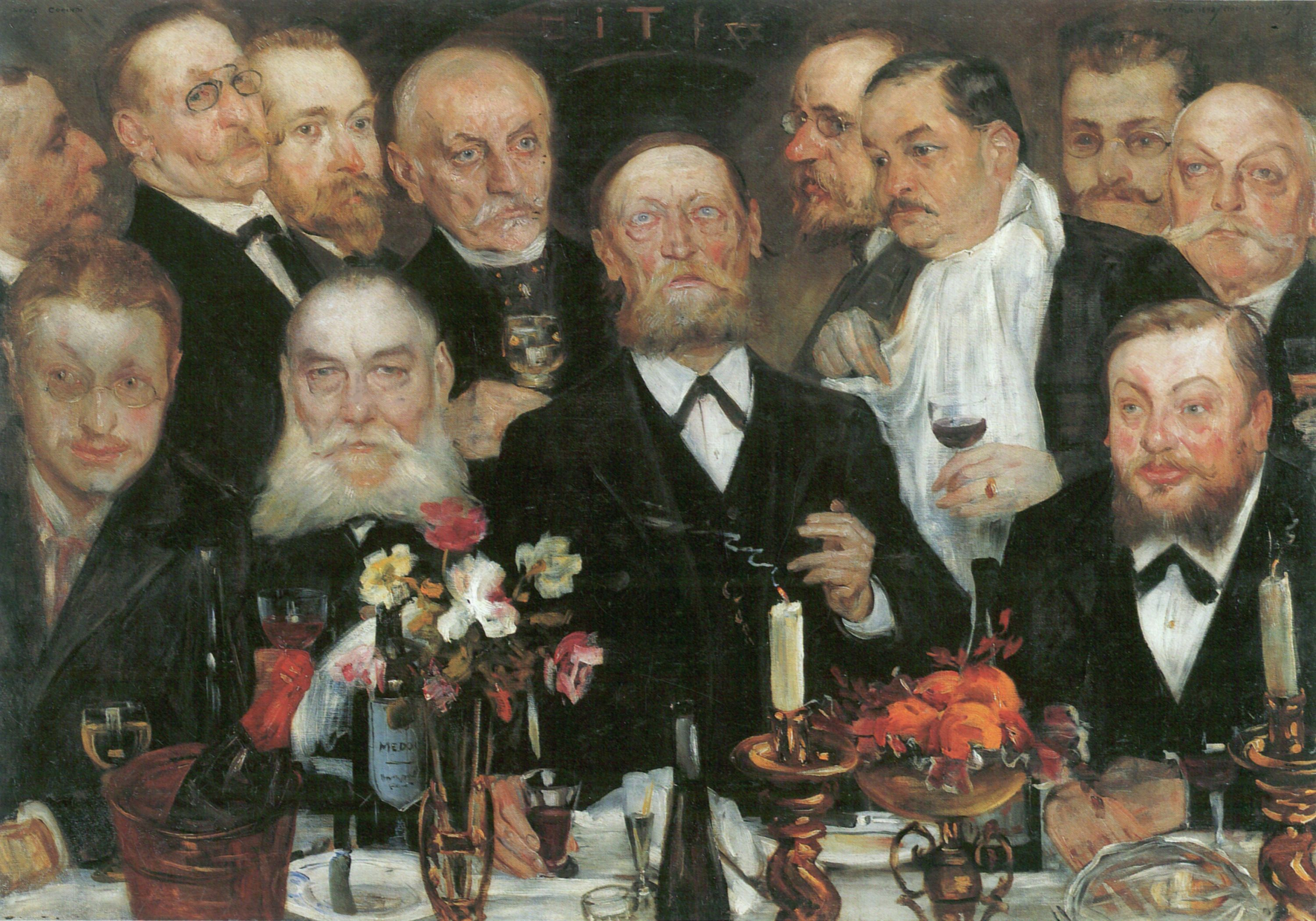
Die Logenbrüder von Lovis Corinth beim Abhalten einer Tafelloge (Ölgemälde von 1899)

Als erste Großloge der Welt gründete sich am 24. Juni 1717 die Vereinigte Großloge von England in London.
Die örtlichen Freimaurerlogen, die weltweit verbreitet sind, blicken zum Teil auf eine mehr als 200-jährige Geschichte zurück. Am Jahrestag ihrer Gründung feiern die entsprechenden Logen ein Stiftungsfest.
Der interne Teil des Stiftungsfestes wird unter den Freimaurer-Brüdern abgehalten, zu diesem Anlass wird eine festliche Tempelarbeit abgehalten und eventuell ein Suchender in den Bund der Freimaurer aufgenommen. Meistens werden die Stiftungsfeste in dem örtlichen Logenhaus oder an einem Ort, der geschichtlich für die Loge eine große Bedeutung hat, gefeiert. Zum Beispiel am Völkerschlachtdenkmal in Leipzig, dessen Bauherr Clemens Thieme war. Der Leipziger Altlogenmeister der Freimaurerloge Apollo ließ die dortige Krypta einbauen.
Im Anschluss an die Tempelarbeit wird eine Tafelloge mit allen Mitgliedern der Loge und den besuchenden Brüder aus anderen Logen abgehalten. Logen, die untereinander geschichtlich stark miteinander verbunden sind, überreichen sich zu diesem Anlass Geschenke. Diese Präsente sind oft mit Widmungen versehen oder haben eine historische Bedeutung für die feiernde Loge.
Wie beispielsweise Utensilien oder Schriftstücke, die der Loge gehörten und in der Zeit des Nationalsozialismus requiriert wurden. Häufig wurden diese Gegenstände später zurückgekauft.
Es ist eine Tradition der Logen, bei runden Stiftungsfesten eine Festschrift herauszugeben, in der die Geschichte der Loge niedergeschrieben ist. Exemplare der Festschriften werden dem Stadtarchiv und den besuchenden Brüdern überreicht. In einigen Logen ist es üblich am darauf folgenden Wochenende einen Tanzball für die Familien abzuhalten und Geld für wohltätige Zwecke zu sammeln.